# Sejm piotrkowski 1535
Sejm piotrkowski 1535 – Sejm walny Korony Królestwa Polskiego został zwołany we wrześniu 1535 roku do Piotrkowa.
Sejmiki przedsejmowe odbyły się w październiku 1535 roku.
Obrady sejmu trwały od 25 listopada do grudnia 1535 roku, pod nieobecność króla Zygmunta I Starego, który w związku z wojną z Moskwą przebywał na Litwie.
Na sejmie uchwalono dokonanie w przyszłości egzekucji praw, w której zostałyby skasowane przywileje miast, kościołów i klasztorów niezgodne z prawami pospolitymi. Sejm zgodził się również na zwołanie pospolitego ruszenia na 1536 rok, przeciwko Mołdawii i Tatarom, które król zwołał 5 maja 1536 roku.